# Kościół św. Jana Chrzciciela w Suminie
Kościół św. Jana Chrzciciela – katolicki kościół parafialny zlokalizowany w Suminie, w gminie wiejskiej Starogard Gdański.
Pierwsza we wsi kaplica (fundacja Tomasza Grąbczewskiego) powstała w 1740, ale stosunkowo szybko uległa zawaleniu. Kolejna kaplica (protestancka) powstała w dawnym pałacu Heinricha von Plehna, po parcelacji jego majątku (Komisja Kolonizacyjna) na rzecz luterańskich osadników. Po 1920 gospodarstwa zaczęły powracać w polskie ręce i pojawiła się konieczność urządzenia kaplicy katolickiej, która powstała tymczasowo, jako wydzielona część oberży. 27 czerwca 1926 Towarzystwo Filia Sumin wmurowało kamień węgielny pod kościół z prawdziwego zdarzenia. Poświęcił go ksiądz dziekan Doering z Kokoszkowych. Budowę ukończono w 1927. 
Trójnawowa świątynia reprezentuje styl neobarokowy. Korpus pokrywa dach dwuspadowy. Wokół kościoła dawniej funkcjonował cmentarz. Do dziś zachował się pierwszy grób tej nekropolii, należący do Teofila Firgona (1867-1925).